# Shin-chan
Shin-chan (クレヨンしんちゃん, Kureyon Shin-chan, anomenat en altres països simplement com a Shin Chan) és un manga costumista del mangaka Yoshito Usui, i una sèrie d'animació, sobre la vida de Shinnosuke Nohara, un nen de cinc anys particularment entremaliat. El manga no està finalitzat, a causa de la mort de l'autor l'any 2009. No obstant això, la sèrie de televisió va continuar emetent capítols nous i posteriorment es va confirmar que el manga tindria una seqüela. Aquesta continuació la fa UY Studio, l'equip d'ajudants de Yoshito Usui, que continuen les aventures de la família Nohara.
La sèrie, malgrat que estigui protagonitzada per un nen, no està dirigida a un públic infantil en paraules de l'autor, sinó més aviat a un públic juvenil o fins i tot adult. No obstant això, són els infants els que més gaudeixen de la sèrie, potser per la creença errònia que els dibuixos animats són per a nens. A això contribueix també el traç simplista, que es diferencia molt de la meticulositat que hi sol haver en altres sèries d'animació.
Shin-chan es va fer molt popular a Catalunya per la seva emissió al K3 i després va passar a altres televisions amb el mateix èxit. Al juny de 2003 es va projectar la pel·lícula Shin-chan a la recerca de les boles perdudes (projectada al Japó el 1997). Va tenir especial significació en el cinema català, ja que va ser una de les poques pel·lícules que als cinemes de Catalunya només es podia veure en català. La sèrie es va deixar d'emetre al desembre de 2003. Després de quasi 8 anys sense emetre-la en català, el Canal 3XL va tornar a emetre la sèrie l'estiu de 2011. Després del tancament del Canal 3XL, el Canal Super3 va decidir emetre la sèrie al 2014 amb les pel·lícules. Es van estrenar nous episodis l'any 2015, 2016 i 2017.

## Argument
En Shin Chan és un nen de cinc anys que viu al Japó a la ciutat de Kasukabe a la prefectura de Saitama junt amb els seus pares en Hiroshi Nohara, la Misae Nohara i la seva germana Himawari Nohara. Amb els seus amics viu aventures, ja sigui al parvulari, a casa o a les zones de joc. És bastant entremaliat tot i que de vegades fa les coses que observa de la gent gran i les repeteix sense cap mena de vergonya.

## Aspectes de la sèrie
La sèrie està dirigida a un públic adult, encara que el protagonista sigui un nen. El traç simplista, que el diferencia de la majoria de mangues, també pot ser una causa perquè molts pensin, a priori, que es tracta d'una sèrie per a nens. Planeta DeAgostini va publicar una part del manga en català.
Com que és una sèrie costumista, s'hi retrata la societat japonesa de forma caricaturesca, de fet és una paròdia de molts personatges de la societat japonesa de forma anònima i fins i tot a altres referències culturals com sèries i icones d'animació com ara Doraemon, Sailor Moon, Pokémon, Bola de Drac o Detectiu Conan.
Durant la seva llarga vida s'han referenciat tant personatges coneguts internacionalment com a exclusius de la vida japonesa, i en la sèrie han arribat a participar actors i humoristes representant-se a si mateixos. A més de tot això, a la sèrie, la família Nohara, fa constants viatges per tot Japó visitant ciutats, gaudint de la seva gastronomia i cultura i presentant al públic d'una forma indirecta. També realitzen nombrosos viatges a l'estranger i visiten llocs com: Hawaii, Barcelona, Guam i Austràlia. En tots els viatges, ja sigui al Japó o altres països, en Shinnosuke sempre en fa de les seves.

## Personatges

### Shinnosuke o Shin-chan
És el protagonista i qui dona nom a la sèrie. Shinosuke Nohara va néixer el 5 de maig. Amb només 5 anys, ja sap aconseguir les seves preuades joguines i galetes de xocolata: no té més que extorquir els seus pares. Li encanten les noies en biquini i la secció d'"adults" de la llibreria, i acostuma a insultar la seva mare per tenir poc pit. Li encanta el "ball del cul" (culet-culet) i ensenyar la "trompa" (la tita). Finalment, sigui on sigui, sempre acaba sembrant el caos. El vailet és tota una "joia". Shin-chan és el diminutiu del seu nom i és com li coneixen els seus amics i familiars. És maleducat, extorsionaire, disbauxat i li agrada lligar amb noies molt més grans que ell; cosa que demostra a cadascun dels episodis de la sèrie.
Els seus pares es diuen Hiroshi i Misae, i a partir de l'episodi 203 té una germana petita anomenada Himawari. Té un gos anomenat Nevat (en japonès シロ, Shiro, que significa blanc) al que promet donar menjar, encara que gairebé sempre se li oblida. Li cau molt bé el seu avi patern Ginnosuke Nohara, ja que té exactament el mateix comportament que ell a pesar de tenir 60 anys més. Va al parvulari Futaba, a la classe dels Gira-sols (ひまわり, Himawari). Entre els seus companys de classe es troben Masao Satō, Nené Sakurada, Tooru Kazama i Boo-chan. La seva professora és la senyoreta Yoshinaga. En Shin-chan causa problemes onsevulla que estigui. Els resultats són eloqüents: les llibreteres temen la seva presència, la senyoreta Matsuzaka es gira perquè no la reconegui quan està sortint amb algun noi, la mare de la Nené intenta evitar-lo sempre que pugui...
Li agrada:
- Menjar: Galetes de xocolata Chocobi (チョコビ), ceba, curry, codony, sushi...No li agrada el pebrot, pel que sempre ho aparta del plat. Aprofita qualsevol ocasió per a demanar als seus pares que li comprin galetes de xocolata o la nova base del Súper Robot.
- Sèries de televisió: Ultraheroi (アクション仮面, Action Kamen), Súper Robot (カンタムロボ, Kantam Robatori), Enpitsu Shin-chan, Mari-chan (Fushigi majokko Mari-chan), els programes nocturns i en general qualsevol en què apareguin noies maques
- Noies: Fumie, Nanako Ohara i en general les noies maques de al voltant dels 20 anys. Pot ser que en un moment donat no vulgui fer alguna cosa, com anar a la perruqueria, però si passa una noia maca canviarà d'opinió de forma automàtica i aprofitarà per a lligar amb ella. Les seves frases per lligar tenen el menjar com a tema recurrent, i la més repetida és "t'agrada el pebrot?". Diu freqüentment que no li agraden les noies menors de 18 anys, i de fet es va enamorar de Nanako Ohara, universitària de 20 anys, quan aquesta li va treure una brossa de pols de l'ull. Ella, i no els seus pares, és qui li corregeix els mals dolents: quan la veu actua de forma correcta i cortesa.
- Accions: lligar, fer el ball del cul, ensenyar la trompa (el penis), fer el hula hoop, disfressar-se... No li agrada treure a passejar al seu gos Nevat ni ajudar a casa, però l'alternativa és enfrontar-se a la ira de la seva mare, cosa que tampoc li fa gaire il·lusió. Li encanta fer el "ball del cul" i ensenyar la trompa (el penis). Això últim sembla haver-ho après del seu avi Ginnosuke, i consisteix en el fet que es dibuixa un elefant al voltant del penis, el qual fa de trompa; balla i diu "trompa, trompa" (en japonès "ゾーさん", zō-sant, que es podria traduir per "senyor elefant"). També fa el hula hoop, encara que preferiblement amb els pantalons semibaixats.
- Jocs i joguines: tot el relacionat amb l'Ultraheroi o el Súper Robot, fer-se el mort, jugar a l'amagatall sense ningú que hagi de trobar-lo i en general jocs que no tenen cap sentit. Per altra banda, en Shin-chan és molt consumista. L'escena típica és quan en Hiroshi trenca alguna cosa de Misae (o viceversa), i en Shin-chan ho veu tot, de manera que perquè no l'hi conti a Misae, Hiroshi es veu obligat a comprar-li alguna joguina nova. En Shin-chan deu tenir una gran col·lecció de disfresses. Cada pocs episodis se li veu disfressat d'alguna cosa: de bolet, grill, os, excrement, esquirol, etc.

En japonès, Shin-chan es refereix a si mateix amb el pronom "ora" (オラ), una corrupció de "ore" (俺). Aquest pronom és molt informal en japonès i fins i tot els adults no ho solen emprar, i contrasta amb el "boku" (僕 o ぼく) que solen emprar els nens varons japonesos. Així mateix, Shin-chan diu "hoi" en lloc de "hai" (sí). També li agrada utilitzar un vocabulari complex que copia dels adults, com quan fa comentaris sobre el menjar que semblen trets d'un autèntic expert degustador, o quan es queixa del mal comportament dels "nens d'avui en dia", com si ell no en fos un, de nen.
Una de les característiques que defineixen en Shin-chan és que mai diu bé les frases fetes ni els proverbis, que intenta copiar dels seus majors. El més típic ell és que digui les frases dels altres, com quan entra a casa d'un altre i diu "la meva casa està un poc desordenada, però, per favor, entra". Quan entra en la seva pròpia casa, en comptes de dir "ja sóc aquí" deixa anar un "adéu" o "benvingut". Aquest costum fa que els altres estiguin tota l'estona corregint-lo, i ha causat més d'un problema als seus familiars i amics. En el llenguatge escrit confon alguns caràcters que s'assemblen, per exemple, ち i さ.

### Família Nohara
- Hiroshi, és el pare d'en Shin Chan i la Himawari. És oficinista en una empresa de mitjana categoria, guanya poc i sol freqüentar bars després de la feina. Li encanta la cervesa. Té les celles d'en Shin Chan. és el marit de la Misae i pare d'en Shinnosuke i de la Himawari. Té 35 anys. Els seus pares es diuen Ginnosuke Nohara i Tsuru Nohara, i té un germà de 40 anys anomenat Semashi Nohara. És el cap de família, o almenys qui duu el diners que guanya a casa, diners que administraran a la seva manera la Misae i en Shin-chan. Treballa com a cap de vendes a l'empresa Futaba, i és el típic salaryman que fa moltes hores extres per guanyar una mica més de diners i poder afrontar els 32 anys d'hipoteca que encara li queden per pagar, tal com el seu fill Shin-chan li recorda sovint. Entre els seus companys de feina es troben el seu subordinat Kawaguchi i la secretària Yumi, amb la qual sovint somia a les nits. Sol fer nomikai amb el cap i alguns companys de feina, amb els quals freqüenta diversos bars de copes de la zona, però la cosa de vegades acaba en tragèdia si arriba a casa amb una marca de pintallavis o amb olor de perfum. Sovint arriba a casa borratxo.

En Hiroshi és fidel a la seva dona, però li agraden molt les dones joves i té massa temptacions, que la Misae s'encarrega d'arreglar amb una bufetada. El diumenge és l'únic dia que té lliure. Sovint l'aprofita per a jugar al golf amb els companys de feina. No obstant això, si no té res a fer, ha de cuidar en Shin-chan, cosa que no li agrada gens. Una altra de les activitats que sol portar a terme a les estones lliures és fer apostes de cavalls o jugar al patxinco. Amb el seu fill, a diferència de la Misae, no sol ser gaire estricte ni li posa la mà damunt. És capaç de convèncer-lo d'anar a llocs als quals normalment no hi voldria anar convencent-lo que hi ha noies maques, encara que això el sol exposar a la ira de la Misae. El seu gran defecte, en opinió d'en Shin-chan, és que li puden els peus, i sovint el nen utilitza els mitjons d'en Hiroshi com a arma biològica.
- Misae, (29 anys), de cognom solter Koyama, és la mare d'en Shin Chan i la Himawari. És una mestressa de casa que li encanta fer la migdiada, buscar les millors ofertes del supermercat i tafanejar amb la veïna. Té els mateixos ulls d'en Shin Chan i la Himawari.
- Himawari (o Hima-chan), (5 mesos) és la germana petita d'en Shin Chan. Encara no parla i només emet paraules poc comprensibles. La Himawari no apareix en el principi de la sèrie sinó en un temps més endavant. Li encanten les joies i els nois ben plantats. El seu nom significa literalment "Gira-sol" que és el mateix nom de la classe on va Shin Chan.
- Nevat (en l'original japonès Shiro, que significa "blanc"), (2 anys), és el gos de la família. El seu nom ve del seu pelatge que és totalment blanc. En Shin Chan el va trobar abandonat en una caixa i des de llavors té cura d'ell. Però sempre s'oblida de donar-li menjar i li fa mandra passejar-lo, cosa que ha portat a en Nevat que s'hagi d'espavilar i buscar-se el menjar tot sol.

### Amics
- Kazama, és un dels amics d'en Shin Chan. És intel·ligent, però també presumit i prepotent. Li agrada ser sempre el líder i ésser el centre d'atenció. La seva afició secreta és col·leccionar marxandatge de la sèrie Mahō shōjo "Mari-Chan" i posteriorment La bruixeta "Moe-Pi". Assisteix a una acadèmia d'anglès i a més la seva família és adinerada.
- Masao, és un dels amics d'en Shin Chan. És un nen molt tímid i submís que sol plorar sovint, però també és bondadós. Sol ser la víctima de la Nene quan juga a "pares i mares". A més, està bojament enamorat de l'Ai-chan.
- Nene, és una de les amigues d'en Shin Chan. És una nena dolça encara que sol mostrar-se tirànica quan vol jugar a "pares i mares", que sempre és jugat de manera semblant a la realitat. Igual que la seva mare, ha heretat un costat fosc quan s'enfada i sol acabar pegant a l'estómac a un conill de peluix. Malgrat això sempre s'espanta quan la seva mare s'enfuria pegant a un peluix al·legant que: "Aquesta no és la meva mare de sempre!".
- Boo-chan, és un dels amics d'en Shin Chan. És un nen molt poc parlador i d'aspecte despistat però en diverses ocasions s'ha mostrat molt intel·ligent. El seu principal tret és que sempre porta un moc penjant i pot fer-ne acrobàcies.

Tots plegats formen l'Exèrcit de Salvació de Kasukabe, ja que la ciutat on viuen és Kasukabe. L'Exèrcit es va crear com a tal a l'episodi 143 (any 1995), amb la missió general de protegir la ciutat de Kasukabe, la ciutat on es desenvolupa la sèrie. No obstant això, la missió del dia pot variar: algunes missions típiques són seguir a una persona, trobar un objecte, trobar a l'amo d'un objecte perdut o competir contra un exèrcit rival. La base secreta de l'Exèrcit és la casa de la Midori Yoshinaga. A ella no li agrada la idea de deixar-los entrar a casa seva, sobretot perquè solen arribar el mateix dia que espera una cita amb el seu xicot Ishizaka, pel que fingeix estar dormida o no ser a casa, però ells sempre aconsegueixen entrar fent-li creure que Ishizaka és amb ells. Al principi els nens no consideren que ella tingui dret a conèixer el contingut de les seves converses, fins que en un episodi comenten que han vist a l'Ishizaka amb altra noia. Ella aconsegueix ser membre de l'exèrcit amb tots els drets en canvi de convidar als nens a unes galetes. La noia resulta ser la cosina de l'Ishizaka, Hatoko, a qui ell acompanyava per a buscar un pis on viure. Els nens discuteixen freqüentment sobre qui ha de ser el líder de l'exèrcit, i cadascun se sol proposar a si mateix. L'ànsia de poder ha provocat algunes crisis, però que acaben arreglant-se aviat.

### Professors
- Midori Yoshinaga (24 anys), és la professora de la classe dels Gira-sols i la tutora de Shin-chan i els seus amics. És una dona dolça i bondadosa que sempre ajuda als seus alumnes que pot. Sempre s'està barallant amb la seva rival l'Ume, també professora del parvulari. Al llarg de la sèrie, la Midori coneix en Junichi Ishizaka que serà el seu futur marit perdent així el seu cognom de soltera (Yoshinaga).
- Ume Matsuzaka (24 anys), és la professora de la classe de les Roses. És una dona frívola i presumida que sempre es baralla amb la Midori per gairebé qualsevol cosa. Tot i ser maca sempre sol tenir mala sort amb els homes encara que va tenir una relació seriosa amb el seu osteòpata en Tokuro Gyoda.
- El director, Bunte Takakura (50 anys), és el director de l'escola i és anomenat "Mafiós" per en Shin-chan, ja que té unes ulleres i una aparença una mica aterridora i per això sempre té algun problema.
- La senyoreta Ageo, Masumi Ageo (23 anys), és la professora de la classe dels Cirerers. Té doble personalitat: amb les ulleres és una dona tímida i nerviosa, però sense les ulleres és una persona que diu el que pensa agressivament sense pensar en les conseqüències. Està enamorada d'en Kuroiso l'omnipresent guardaespatlles de l'Ai-chan.
- La directora, Yugar Takakura (49 anys), és la dona del director. Sol aparèixer esporàdicament quan alguna altra professora no pot venir o quan hi ha alguna reunió de pares.

## Manga
El manga, escrit i il·lustrat per Yoshito Usui, es va començar a publicar originalment de manera setmanal a la revista Weekly Manga Action el 1990. Va començar com a spin-off del personatge Shinnosuke Nikkaido, que apareixia al manga Darakuya Store Monogatari, també del mateix autor. Els capítols del manga es van recollir en 50 volums de 120 pàgines al Japó amb el segell Action Comics de Futabasha entre l'11 d'abril de 1992 i el 16 de juliol de 2010.
Yoshito Usui va morir l'11 de setembre de 2009 per una caiguda al mont Arafune. Arran d'això, Futabasha va anunciar que posaria fi a la publicació del manga el novembre del mateix any, però va descobrir nous manuscrits que van permetre estendre'n la publicació fins al número de la revista de març del 2010, publicat el 5 de febrer de 2010. Tot i que la sèrie es va acabar en aquella data, l'1 de desembre de 2009 ja s'havia anunciat que començarien a publicar un nou manga l'estiu de 2010 fet per membres de l'equip d'Usui, i que es diria Nou Shin-chan (新クレヨンしんちゃん, Shin Kureyon Shin-chan).
Després del boom per l'emissió de la sèrie a la televisió a Catalunya, el desembre de 2001 Planeta deAgostini va començar a publicar el manga en català en format àlbum A4 i sentit de lectura occidental. Aquesta edició es va publicar fins al 2004, moment en què va ser cancel·lada, als 70 volums (l'edició cobria dels volums 2 a 36 de la versió japonesa). El 4 de maig de 2024, però, ECC Ediciones va anunciar al 42 Comic Barcelona que publicarien aviat una nova versió del manga en 12 volums. Finalment es va començar a publicar el 4 de desembre de 2024.

## Anime
Al Japó la sèrie s'emet des de l'any 1992 pel canal TV Asahi, amb capítols setmanals d'entre dos i tres parts, que continuen produint-se fins al dia d'avui. Actualment s'han emès més de 724 episodis. A part de la sèrie regular s'han produït desenes d'especials i pel·lícules durant tots aquests anys. Avui dia, Shin Chan és un element més de la vida quotidiana japonesa i s'ha convertit en una icona d'aquesta època.
Inicialment els continguts de la sèrie seguien al peu de la lletra els arguments dels manga originals, però a poc a poc i a causa de la influència de la cadena i de la franja d'emissió, els continguts van ser suavitzats, encara que mantenint la rebel·lia que la caracteritza.
A Catalunya, la sèrie fou emesa en català pel canal K3 el 23 d'abril de 2001. Va tenir un èxit fulminant i va arrasar en els horaris infantils, alhora que la seva infàmia creixia entre les associacions de pares, el que va acabar desembocant en censura en diverses cadenes autonòmiques. A TV3, l'èxit que va tenir Shin Chan va fer que la sèrie fos incensurable.
Gràcies a l'èxit que va tenir Shin Chan durant els seus primers anys d'emissió, el juny de 2003 es va projectar a Catalunya, al cinema, la pel·lícula "Shin Chan, a la recerca de les boles perdudes" (projectada al Japó el 1997). Des d'aquest any es fan dues pel·lícules anualment (ja s'han llançat 15 pel·lícules).
A causa de l'èxit de la sèrie, el desembre del 2005, Antena 3 comprà els drets de la sèrie, després de 371 capítols emesos al canal K3 va deixar d'emetre's. Després de molts anys, el 4 de juliol de 2011, el Canal 3XL (el canal juvenil de TV3) recupera els drets d'emissió i n'emet un capítol cada dia d'entre setmana durant l'estiu, pero es va deixar d'emetre perque van tancar el canal. En 2014, el Canal Super3 va decidir emetre la serie amb les pel·lícules i a partir del 2015 es van emetre nous episodis.

## Sintonies

### Openings
S'han doblat dos openings al català, el 3 i el 6. (Tot i que aquest últim passat com a ending)
1. "El zoo és un horror" (動物園は大変だ Dōbutsuen wa Taiho dona)
- 13 d'abril de 1992 - 21 de setembre de 1992
- Lletra: Yoshito Usui / Compositor: Tetsuro Oda / Arreglat: Masao Akashi / Cantant: TUNE'S
- Capítols 1-21

2. "La fi d'un somni arriba sempre en obrir els ulls!" (夢のENDはいつも目覚まし! Yume no enddo wa itsumo mezamashi!)
- 12 d'octubre de 1992 - 5 de juliol de 1993
- Lletra: daiko Nagato / Compositor: Tetsuro Oda / Arranjaments: Takeshi Hayama / Cantant: B. B. QUEENS
- Capítols 22-57

3. "Sóc molt popular" (オラはにんきもの Ora wa ninki mono)
- 12 de juliol de 1993 - 25 de setembre de 1995
- Lletra: Reu Rinozuka / Compositor: Yasuo Kosugi / Arreglat: Michiaki Kato / Cantant: Shinnosuke Nohara (Akiko Yajima).
- Capítols 58-160
- Nom en català: "Tothom sap que sóc en Shin Chan"

4. "Anem al Pakappo!" (パカッポでGO! Pakappo de GO!)
- 9 d'octubre de 1995 - 27 de setembre de 1996
- Lletra: Poem queden / Compositor / Arreglat: Takashi Kimura / Cantant: Shinnosuke Nohara (Akiko Yajima)
- Capítols 161-202

5. "Tot l'any, en els meus somnis - 'Et necessito'" (Nenjū muchu "I want you" (年中梦中 "I want you"))
- 11 d'octubre de 1996 - 20 de març de 1998
- Lletra: Ciutadans / Compositor / Arreglat: Satoru Sugawara / Cantant: Puppy
- Capítols 203-268

6. "Vola, vola, noia" (とべとべおねいさん Tobe Tobe Oneisan)
- 10 d'abril de 1998 - 26 de maig de 2000
- Lletra / Arranjaments / Compositor: motsu / Cantant: Shinnosuke Nohara (Akiko Yajima) i Ultraheroi (Tesshō Genda)
- Capítols 269-358
- Nom en català: "Jo només et vull protegir" o "Vola un xic més"

7. "La cançó del NO" (ダメダメのうた Dame Dame no Uta)
- 2 de juny de 2000 - 11 de gener de 2003
- Lletra / Compositor: LADY Q / Arreglat: Toshiya Mori / Cantant: LADY Q, Shinnosuke Nohara (Akiko Yajima) i Misae Nohara (Miki Narahashi)
- Capítols 359-458

8. "PLAER" (Pleasure)
- 18 de gener de 2003 - 16 d'octubre de 2004
- Lletra: Chihiro Kurosu / Compositor: Kaori Hosoi / Arreglat: Nobuyuki Shimizu / Cantant: Tomomi Kahala
- Capítols 459-508

9. "Pausada DE-O!" (ユルユルでDE-O! Yuruyuru de DE-O!)
- 22 d'octubre de 2004 - 23 de febrer de 2007 / 22 de juny de 2007 - 16 d'octubre de 2009
- Lletra: Yuji Muto / Compositor / Arreglat: Yasunari Nakamura / Cantant: Shinnosuke Nohara (Akiko Yajima)
- Capítols 509-594 / Capítols 603-681

10. "Pausada DE-O! Versió Crayon Friends 2007" (Yuruyuru de DE-O! 2007 Kureyon Furenzu Version (ユルユルでDE-O! 2007クレヨンフレンズ Version))
- 9 de març de 2007 - 15 de juny de 2007
- Lletra: Yuji Muto / Compositor: Yasunari Nakamura / Arreglat: Takafumi Iwasaki / Cantant: Shinnosuke Nohara (Akiko Yajima) i les AKB48
- Capítols 595-602

11. "Hapi Hapi"
- 23 d'octubre de 2009 - 30 de juliol de 2010
- Cantant: Becky
- Capítols 682-708

12. "Hey baby!"
- 6 d'agost de 2010 - 28 de gener de 2011
- Cantant: Koda Kumi
- Capítols 709-724

13. "T.W.L."
- 4 de febrer de 2011 - 29 de juny de 2012
- Cantant: Kanjani Eight
- Capítols 725-775

14. "Kimi ni 100 pasento"
- 6 de juliol de 2012 - ???
- Cantant: Kyary Pamyu Pamyu
- Capítols 776-???

### Endings
Només s'ha doblat l'ending 5.
1. "Canta una cançó" (うたをうたおう)
- 13 d'abril de 1992 - 21 de setembre de 1992
- Lletra / Compositor: Toshiyuki Tachikawa / Arreglat / Cantant: Daiji MAN Brothers Band
- Capítols 1-21

2. "Vull ser obedient" (素直になりたい)
- 12 d'octubre de 1992 - 5 de juliol de 1993
- Lletra / Compositor / Cantant: Hiromi Yonemura / Arreglat: Itaru Watanabe
- Capítols 22-57

3. "Per què?" (DO-して)
- 12 de juliol de 1993 - 30 de maig de 1994
- Lletra: Yui Nishiwaki / Compositor: Hideo Saito / Arreglat: Hiroshi Shinkawa / Cantant:  Sakurakko Club Sakura Gumi
- Capítols 58-99

4. "Shin Chan Ondo" (しんちゃん音頭)
- 6 de juny de 1994 - 29 d'agost de 1994
- Lletra: Moichi Kato / Compositor / Arreglat: Ozutairiku and Yasuhiko Hoshino / Cantant: Yuko i Shinnosuke Nohara (Akiko Yajima)
- Capítols 100-112

5. "Gran pla: Party Join Us!" (パリジョナ大作戦)
- 5 de setembre de 1994 - 18 de setembre de 1995
- Lletra: Marron Koshaku / Compositor / Arreglat: Takashi Kimura / Cantant: Marron Koshaku i Shinnosuke Nohara (Akiko Yajima)
- Capítols 113-160
- Nom en català: "Vine a la festa"

6. "REGGAE"
- 9 d'octubre de 1995 - 24 de maig de 1996
- Lletra / Cantant: Kotono / Compositor: Keisuke i Yoichi Yamazaki / Arreglat: Yuzo Hayashi
- Capítols 161-188

7. "Shin chan Ondo - Balla Amb mi!" (しんちゃん音頭~オラといっしょにおどろうよ!~)
- 7 de juny de 1996 - 13 de setembre de 1996
- Lletra: Moichi Kato / Compositor: Ozutairiku i Yasuhiko Hoshino / Arreglat: Daisaku Kume i Kiyohiko sembe / Cantant: Haru Minami i Shinnosuke Nohara (Akiko Yajima)
- Capítols 189-202

8. "Boys Be Brave" (BOYS BE BRAVA ~ 少年よ勇気を持て~)
- 11 d'octubre de 1996 - 26 de setembre de 1997
- Lletra: Aki Okui i Lemon Saito / Compositor / Cantant: Aki Okui / Arreglat: Akitoshi Onodera
- Capítols 203-248

9. "Nit de suau llum de lluna" (月灯りふんわり落ちてくる夜)
- 17 d'octubre de 1997 - 20 de novembre de 1998
- Lletra / Compositor / Arreglat: RYUZI / Cantant: Nanami Ogawa
- Capítols 249-297

10. "M'agrada ♡ My Girl" (スキスキ♡マイガール)
- 27 de novembre de 1998 - 26 de maig de 2000
- Lletra / Compositor: Kaoru / Arreglat: Tsuyoshi Yamanaka i L'luvia / Cantant: L'luvia
- Capítols 298-358

11. "Avui, cita" (今日はデート)
- 2 de juny de 2000 - 25 de maig de 2001
- Lletra / Compositor: Ke-chan / Cantant: kamaboko
- Capítols 359-397

12. "Tota la teva m'encanta" (全体的に大好きです.)
- 1 de juny de 2001 - 14 de setembre de 2002
- Lletra / Compositor: Tsunku / Arreglat: Yuichi Takahashi i Tsunku / Cantant: Shekidoru
- Capítols 398-451

13. "La cançó de les promeses a la mare" (ママとのお約束条項の歌)
- 2 de novembre de 2002 - 16 d'octubre de 2004
- Lletra: Yoshito Usui i Yuri Rostida / Compositor: Yasuo Kosugi / Arreglat: Hideo Saito / Cantant: Shinnosuke Nohara (Akiko Yajima) i Misae Nohara (Miki Narahashi)
- Capítols 452-508

14 "La cançó de la formigueta" (ありの歌)
- 22 d'octubre de 2004 - 16 de desembre de 2005
- Lletra / Compositor: Rio / Arreglat: Papa Daisuke / Cantant: Yanawarabaa
- Capítols 509-552

Des del 2006 TV Asahi va passar a ser Televisió Digital, i la sèrie va adoptar un format sense "endings".

## Pel·lícules
| Any  | Títol | Títol | Data d'estrena                              |
| Any  | Kana/kanji - Romaji | Traducció (literal/oficial) | Data d'estrena                              |
| 1993 | クレヨンしんちゃん アクション仮面 vs ハイグレ魔王 Crayon Shin chan: Action Kamen vs Haigure Maō | Crayon Shin chan: L'Ultraheroi contra el diable Haigure (lit.) Shin Chan: La invasió (of.)                                                                                         | 24 de juliol de 1993 · 24 de març de 2004   |
| 1994 | クレヨンしんちゃん ブリブリ王国の秘宝 Crayon Shin chan: Buriburi Ōkoku no hihō | Crayon Shin chan: El tresor del regne Buriburi (lit.) Shin Chan a l'illa del tresor (of.)                                                                                          | 23 d'abril de 1994 · 4 d'abril de 2005      |
| 1995 | クレヨンしんちゃん 雲黒斎の野望 Crayon Shin chan: Unkokusai no yabō | Crayon Shin chan: I la invasió d'Unkokusai (lit.) Shin Chan i l'ambició d'en Karakaka (of.)                                                                                        | 15 d'abril de 1995 · 10 d'octubre de 2007   |
| 1996 | クレヨンしんちゃん ヘンダーランドの大冒険 Crayon Shin chan: Henderland no Daibōken | Crayon Shin chan: La gran aventura de Henderland (lit.) Shin Chan: Aventures a Henderland (of.)                                                                                    | 13 d'abril de 1996 · 10 de maig de 2005     |
| 1997 | クレヨンしんちゃん 暗黒タマタマ大追跡 Crayon Shin chan Ankoku Tamatama Daitsuiseki | Crayon Shin chan: La gran recerca de les boles fosques (lit.) Shin Chan: A la recerca de les boles perdudes (of.)                                                                  | 19 d'abril de 1997 · 27 de juny de 2003     |
| 1998 | クレヨンしんちゃん 電撃!ブタのヒヅメ大作戦 Crayon Shin chan: Dengeki! Buta no Hizume Daisakusen | Crayon Shin chan: Sensacional! El gran projecte de les peülles de porc (lit.) Shin Chan: Operació rescat (of.)                                                                     | 18 d'abril de 1998 · 25 de juny de 2004     |
| 1999 | クレヨンしんちゃん 爆発！温泉わくわく大決戦、クレしんパラダイス！メイド・イン・埼玉（同時上映） Crayon Shin chan: Bakuhatsu! Onsen wakuwaku Kessen. Kureshin paradise! Made in Saitama (Dōji jōei) | Crayon Shin chan: Bomba! La batalla decisiva de la font termal. El Paradís d'en Shin chan! Made in Saitama (Projecció simultània) (lit.) Shin Chan: La guerra dels balnearis (of.) | 17 d'abril de 1999 · 29 d'abril de 2009     |
| 2000 | クレヨンしんちゃん 嵐を呼ぶジャングル Crayon Shin chan: Arashi wo yobu - Jungle | Crayon Shin chan: Crida de la tempesta - Jungla (lit.) Shin Chan: Perduts a la jungla (of.)                                                                                        | 22 d'abril de 2000 · 21 de novembre de 2006 |
| 2001 | クレヨンしんちゃん 嵐を呼ぶ モーレツ!オトナ帝国の逆襲 Crayon Shin chan: Arashi wo yobu - Môretsu! Otona Teikoku no Gyakushū                                                                        | Crayon Shin chan: Crida de la tempesta - Shin chan contra l'Imperi dels adults (lit.) Shin Chan: Els adults contraataquen! (of.)                                                   | 21 d'abril de 2001 · 2 de febrer de 2007    |
| 2002 | クレヨンしんちゃん 嵐を呼ぶ アッパレ!戦国大合戦 Crayon Shin chan: Arashi wo yobu - Appare! Sengoku Daikassen                                                                                       | Crayon Shin chan: Crida de la tempesta - Ben fet! La gran guerra Sengoku (lit.) Shin Chan: El petit samurai (of.)                                                                  | 20 d'abril de 2002 · 16 de novembre de 2005 |
| 2003 | クレヨンしんちゃん 嵐を呼ぶ栄光のヤキニクロード Crayon Shin chan: Arashi wo yobu - Eiko no yakiniku rodo                                                                                           | Crayon Shin chan: Crida de la tempesta - El Senyor del Yakiniku de la Glòria (lit.) En Shin Chan i el filet impossible (of.)                                                       | 19 d'abril de 2003 · 23 d'abril de 2008     |
| 2004 | クレヨンしんちゃん 嵐を呼ぶ夕陽のカスカベボーイズ Crayon Shin chan: Arashi wo yobu - Yuhi no Kasukabe Boys                                                                                         | Crayon Shin chan: Crida de la tempesta - L'ocàs dels nois de Kasukabe (lit.) Li deien Shin Chan (of.)                                                                              | 17 d'abril de 2004 · 22 d'octubre de 2008   |
| 2005 | クレヨンしんちゃん 伝説を呼ぶ ブリブリ3分ポッキリ大進撃 Crayon Shin chan: Densetsu wo Yobu - Buri Buri Sanpun Pokkiri Daishingeki                                                                  | Crayon Shin chan: Crida de la llegenda - Buri Buri (Porquet Pirata) en càrrega de 3 minuts (lit.) Shin Chan: Tres minuts... per salvar el món (of.)                                | 16 d'abril de 2005 · 21 d'octubre de 2009   |
| 2006 | クレヨンしんちゃん 伝説を呼ぶ 踊れ! アミーゴ! Shin Chan densetsu wo yobu odore! Amigo! | Crayon Shin chan: Crida de la llegenda - Balla! Amigo! (lit.) Shin Chan: A ritme de samba (of.)                                                                                    | 15 d'abril de 2006 · 27 de juny de 2015     |
| 2007 | クレヨンしんちゃん 嵐を呼ぶ 歌うケツだけ爆弾! Crayon Shin chan: Arashi wo yobu - Utau Ketsudake Bakudan!                                                                                           | Crayon Shin chan: Crida de la tempesta - La bomba del cant (lit.) Shin Chan: El meu gos és la bomba (of.)                                                                          | 21 d'abril de 2007 · 4 de juliol de 2015    |
| 2008 | クレヨンしんちゃん ちょー 嵐を呼ぶ 金矛の勇者 Crayon Shin chan: Arashi wo yobu - Kinpoko no Yusho                                                                                                  | Crayon Shin chan: Crida de la tempesta - L'heroi de la llança heroica (lit.) Shin Chan i l'espasa d'or (of.)                                                                       | 19 d'abril de 2008 · 28 de juny de 2015     |
| 2009 | クレヨンしんちゃん オタケベ!カスカベ野生王国 Crayon Shin chan: Otakebe! - Kasukabe yasei okoku | Crayon Shin chan: Rugit! - El regne salvatge de Kasukabe (lit.) Shin Chan: La pel·lícula. Això és una animalada! (of.)                                                             | 18 d'abril de 2009 · 15 de novembre de 2011 |
| 2010 | クレヨンしんちゃん 超時空! 嵐を呼ぶオラの花嫁 Crayon Shin chan: Chōjikū! Arashi o Yobu Ora no Hanayome                                                                                             | Crayon Shin chan: Super Dimensió! - La tempesta ha cridat la meva promesa (lit.) Shin Chan: La núvia del futur (of.)                                                               | 17 d'abril de 2010 · 5 de juliol de 2015    |
| 2011 | クレヨンしんちゃん 嵐を呼ぶ 黄金のスパイ大作戦 Crayon Shinchan: Arashi wo Yobu Ou Kon no Spy Daisakusen                                                                                            | Crayon Shin chan: Missió impossible, la tempesta d'or (lit.) | 16 d'abril de 2011                          |
| 2012 | クレヨンしんちゃん 嵐を呼ぶ!オラと宇宙のプリンセス Crayon Shinchan: Arashi wo Yobu! Ora to uchū no purinsesu                                                                                       | Crayon Shin chan: Crida de la tempesta!: Jo i la princesa de l'espai (lit.) | 14 d'abril de 2012 ·                        |
| 2013 | クレヨンしんちゃん バカうまっ!B級グルメサバイバル!! Crayon Shinchan: bakauma! Bī-kyū gurumesabaibaru!!                                                                                             | Crayon Shin chan: Boníssim! Supervivència del gurmet de Classe B (lit.) | 20 d'abril de 2013 ·                        |
| 2014 | クレヨンしんちゃん ガチンコ!逆襲のロボとーちゃん Crayon Shinchan: Gachinko! Gyakushū no robo tō-chan                                                                                               | Crayon Shin chan: Combat seriós! El pare robot contraataca! (lit.) | 19 d'abril de 2014 ·                        |
| 2015 | クレヨンしんちゃん オラの引越し物語 サボテン大襲撃 Crayon Shinchan: Ora no hikkoshi monogatari saboten dai shūgeki                                                                                 | Crayon Shin-chan: La meva història en moviment! El gran atac del Cactus! (lit.) | 18 d'abril de 2015 ·                        |
| 2016 | クレヨンしんちゃん 爆睡!ユメミーワールド大突撃 Crayon Shinchan: Bakusui! Yumemī wārudo dai totsugeki                                                                                               | Crayon Shin-chan: Ben adormit! El gran assalt del món dels somnis! (lit.) | 16 d'abril de 2016 ·                        |
| 2017 | クレヨンしんちゃん: 襲来！！宇宙人シリリ Crayon Shinchan: Shūrai! Uchūjin Shiriri | Crayon Shin-chan: Invasió!! L'extraterrestre Shiriri (lit.) | 15 d'abril de 2017                          |
| 2018 | 映画クレヨンしんちゃん 爆盛！カンフーボーイズ ～拉麺大乱～ Crayon Shinchan: Bakumori! Kanfū Bōizu ~Rāmen Tairan~                                                                                   | Crayon Shin-chan: Un munt de racions! Els nois del Kung Fu ~ La rebel·lió del Ramen ~ (lit.)                                                                                       | 13 d'abril de 2018                          |
| 2019 | 映画クレヨンしんちゃん 新婚旅行ハリケーン ～失われたひろし～ Crayon Shinchan: Shinkon Ryokō Harikēn ~Ushinawareta Hiroshi~                                                                         | Crayon Shin-chan: Una lluna de mel huracanosa! ~ El hiroshi perdut ~ (lit.) | 19 d'abril de 2019                          |
| 2020 | 映画クレヨンしんちゃん 激突！ ラクガキングダムとほぼ四人の勇者 Eiga Crayon Shinchan: Gekitotsu! Rakugakingudamu to hobo yonin no yūsha                                                             | Crayon Shin-chan: Impacte! El regne Rakuga i els quasi quatre herois (lit.) | 11 de setembre de 2020                      |
| 2021 | 映画クレヨンしんちゃん 謎メキ！花の天カス学園クレヨンしんちゃん Eiga Crayon Shinchan: Nazo Meki! Hana no Tenkasu Gakuen                                                                            | Crayon Shin-chan: Misteri! Les flors de l'Acadèmia Tenkasu (lit.) | 30 de juliol de 2021                        |
| 2022 | 映画クレヨンしんちゃん もののけニンジャ珍風伝 Eiga Crayon Shinchan: Mononoke Ninja Chinpūden | Crayon Shin-chan: Mononoke Ninja Chinpūden (lit.) | 22 d'abril de 2022                          |
| 2023 | しん次元! クレヨンしんちゃんTHE MOVIE 超能力大決戦 ~とべとべ手巻き寿司~ Shin Jigen! Crayon Shin-chan the Movie: Chounouryoku Daikessen - Tobe Tobe Temakizushi                                     | Nova Dimensió! Crayon Shin-chan la pel·lícula: batalla de superpoders ~Temaki Sushi volador~ (lit.) Shin Chan: El Superheroi (of.)                                                 | 4 d'agost de 2023 18 d'octubre de 2024      |
| 2024 | 映画クレヨンしんちゃん オラたちの恐竜日記 Eiga Crayon Shin-chan: Ora-tachi no Kyōryū Nikki | Crayon Shin-chan: El meu diari de dinosaures (lit.) | 9 d'agost de 2024 ·                         |